# 顾培东
顾培东（1956年—）男，江苏建湖县人，中国律师和法学家，1995年当选全国十大杰出青年法学家。现任四川大学法学院教授、博士生导师，川大“985平台”首席科学家。

## 生平
1978年考入西南政法大学法律系，分别于1981年与1984年获法学学士、硕士学位，1984年留校任教。1987年调入四川省体改委，历任研究所副所长（1987年）、研究员（1992年）、体改委秘书长（1994年）。1995年创办“四川康维律师事务所”，并任主任律师和首席合伙人。
2002年任湘潭大学法学博导；同年回西南政法大学任博士生导师。2008年调入四川大学法学院。
独立或合作出版有《法学与经济学的探索》、《社会冲突与诉讼机制》、《大陆法系》等专著、译著10余部。